# Eva Umlauf
Pour les articles homonymes, voir Umlauf.
Eva Umlauf (née le 19 décembre 1942, au camp de travail de Nováky, dans la région de Trenčín, en Tchécoslovaquie, aujourd'hui en Slovaquie-) est une des plus jeunes survivantes d'Auschwitz. Elle vit à Munich, en Allemagne. Elle est une pédiatre et psychothérapeute.

## Biographie
Eva Umlauf est née le 19 décembre 1942, au camp de travail de Nováky, dans la région de Trenčín, en Tchécoslovaquie, aujourd'hui en Slovaquie. Elle est la fille de Imro et Agnes Hecht

### Auschwitz
Elle n'a pas encore deux ans, lorsqu'elle arrive le 2 novembre 1944 à Auschwitz. Elle est tatouée avec le numéro A26959. Sa mère est enceinte de quatre mois à l'arrivée à Auschwitz. Sa sœur Nora est née à Auschwitz en avril 1945.
Si elle était arrivée avec sa mère deux jours plus tôt, elles seraient passées par la chambre à gaz immédiatement. Mais leur convoi est le premier où personne ne finit dans la chambre à gaz, la raison probable étant que les nazis savaient que l'armée russe approchait. Le 30 octobre 1944, 18 000 mères et enfants en provenance de Theresienstadt sont tuées.

### Libération
Auschwitz est libéré en janvier 1945. Eva et sa mère sont gravement malades. Un pédiatre juif de Prague déclare que la mère et son bébé ne survivront pas. Elle est atteinte de rachitisme, de tuberculose et de la jaunisse. Elle est aidée dans son accouchement par des médecins prisonniers.
Sa mère a 21 ans. Quand elle quitte le camp, elle emmène ses deux filles (de deux ans et de six semaines) et un jeune garçon de quatre ans, orphelin. Elle cherche pendant des mois à retracer de la famille de cet enfant, elle réussit. Elle est une veuve.

### Slovaquie
Elles retournent vivre à Trenčín, une petite ville de Slovaquie où elle habitait quand elle s'était mariée.
Sa mère cherche à retracer des membres de sa famille. Les trois membres de sa fratrie étaient morts.

### Après la guerre
Sa mère meurt à l'âge de 72 ans.
Eva et sa sœur deviennent des médecins. Eva fait ses études de médecine à l'université de Bratislava.
Elle devient une psychothérapeute. Elle soigne les victimes et les coupables de la Shoah.
Eva épouse un juif polonais et s'installe en Allemagne, ayant quitté la Tchécoslovaquie après le Printemps de Prague, en 1968.
Elle va dans les écoles de Munich pour parler de la Shoah.

## Ouvrage
- (de) Eva Umlauf, Stephanie Oswalt. Die Nummer auf deinem Unterarm ist blau wie deine Augen: Erinnerungen.Hoffmann und Campe, Hambourg, 2016,  (ISBN 978-3-455-50370-8)[5]